# ロバート・スタック
ロバート・スタック（Robert Stack, 1919年1月13日 - 2003年5月14日）は、アメリカ合衆国カリフォルニア州生まれの俳優・声優。

## 来歴
1919年にカリフォルニア州ロサンゼルスに生まれる。幼少よりヨーロッパで育ったため、フランス語とイタリア語を習得。再びロサンゼルスへ戻るまでは英語を学ばなかった。両親はスタックが1歳の時に離婚し、父親が9歳の時に他界した。ちなみに祖父のチャールズ・ウッドはローカルで活動するオペラ歌手だった。スポーツマンとしての面も持っており、ポロやスキート射撃に腕をならし、スキーと射撃においては全米記録を更新する腕前を披露。1971年にはその功績が称えられ、殿堂入りも果たしている。
マサチューセッツ州にある大学で演劇を学び、役者を目指してハリウッドへ渡る。やがてその容姿の良さと低い声がプロデューサーの目に留まり映画デビュー。時が第二次世界大戦に突入すると、スタックはアメリカ海軍へ従軍。その後も役者として数々の映画へ出演し、キャリアを積んでいく。1956年に出演した『風と共に散る』では、その演技力が評価され見事アカデミー助演男優賞にノミネートされた。映画のみならず、テレビドラマへも出演し、『アンタッチャブル』でエリオット・ネスを演じ、エミー賞を獲得する。その後も人気テレビドラマシリーズや、映画へ出演して名バイブレーヤーとしてその名を馳せた。それまではシリアスな映画やアクション系の映画に出演していたスタックだが、後年になると若きスティーヴン・スピルバーグが監督の『1941』やレスリー・ニールセンら出演の『フライングハイ』、トム・ハンクス主演の『ジョー、満月の島へ行く』などのコメディ映画へ多く出演した。

## 私生活
1957年に同じく女優として活動していたローズマリー・ボウと結婚し、2人の父親でもあった。2003年5月14日に癌で闘病のさなか、心臓発作でこの世を去った。

## その他
- 早川雪洲、山口淑子が共演した日本が舞台の『東京暗黒街・竹の家』では、大々的に行われた日本ロケにも参加している。
- 1959年（昭和34年）5月、『最後の航海』の日本ロケのため来日している。
- 1975年（昭和50年）に東京の帝国劇場で開かれた第4回東京音楽祭では審査員として参加した。

## 主な出演

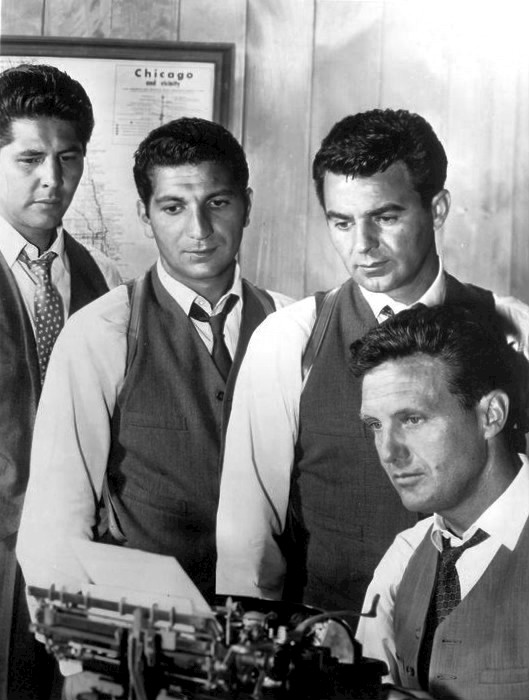
テレビドラマ『アンタッチャブル』でエリオット・ネスを演じたスタック（手前の座っている人物）

### 映画
- 銀の靴 First Love (1939)
- The Mortal Storm (1940)
- 無法地帯 Badlands of Dakota (1941)
- 生きるべきか死ぬべきか To Be or Not to Be (1942)
- 荒鷲戦隊 Eagle Squadron (1942)
- テキサスの男たち Men of Texas (1942)
- スイングの少女 A Date with Judy (1948)
- 特攻戦闘機中隊 Fighter Squadron (1948)
- 風変りな恋 Miss Tatlock's Millions (1948)
- ミスター・ミュージック Mr. Music (1950)
- 美女と闘牛士 Bullfighter and the Lady (1951)
- My Outlaw Brother (1951)
- ブワナの悪魔 Bwana Devil (1952)
- 騎兵隊突撃 War Paint (1953)
- サブレ・ジェット Sabre Jet (1953)
- Conquest of Cochise (1953)
- 紅の翼 The High and the Mighty (1954)
- 東京暗黒街・竹の家 House of Bamboo (1955)
- 美わしき思い出 Good Morning, Miss Dove (1955)
- 硝煙 Great Day in the Morning (1956)
- 風と共に散る Written on the Wind (1956) アカデミー助演男優賞ノミネート
- 翼に賭ける命 The Tarnished Angels (1958)
- 愛の贈物 The Gift of Love (1958)
- 大海戦史 John Paul Jones (1959)
- 最後の航海 The Last Voyage (1960)
- The Caretakers (1963)
- パリは燃えているか Paris brûle-t-il? (1966)
- 大爆発 Die Hölle von Macao (1967)
- 太陽のならず者 Le soleil des voyous (1967)
- 哀愁のストックホルム Storia di una donna (1970)
- 1941 1941 (1979)
- フライングハイ Airplane! (1980)
- 地獄の7人 Uncommon Valor (1983)
- ピーター・フォークのビッグトラブル Big Trouble (1986)
- ビキニ・ギャル・パニック Dangerous Curves (1988)
- ハイスクールでつかまえて Plain Clothes (1988)
- ボールズ・ボールズ2/ 成金ゴルフマッチ Caddyshack II (1988)
- ジョー、満月の島へ行く Joe Versus the Volcano (1990)
- マムフォード先生 Mumford (1999)
- ハッピー・カップルズ Killer Bud (2001)

### テレビドラマ
- アンタッチャブル (1959-1963) エミー賞受賞
- ルーシー・ショー The Lucy Show (1966)
- The Name of the Game (1968-1971)
- ザ・ハウス/ 襲われた妻と娘 The Strange and Deadly Occurrence (1974)
- ロンドン行502便殺人事件 Murder on Flight 502 (1975)
- 超豪華客船乗っ取り大爆破!/ クインメリー・アドベンチャー Adventures of the Queen (1975)
- 特捜隊長エバースMost Wanted (1976-1977)
- ラブ・ボート The Love Boat (1980)
- ロス警察特捜隊 Strike Force (1981-1982)
- ジェシカおばさんの事件簿 Murder, She Wrote (1986)
- ファルコン・クレスト Falcon Crest (1987)
- 新・弁護士ペリー・メイスン/ 虚構の仮面 Perry Mason: The Case of the Sinister Spirit (1987)
- アンタッチャブル・リターンズ The Return of Eliot Ness (1991)
- Dr.マーク・スローン Diagnosis Murder (1997)

### 声の出演
- トランスフォーマー ザ・ムービー The Transformers: The Movie (1986)
- 劇場版 ビーバス＆バットヘッド DO AMERICA BEAVIS AND BUTT-HEAD Do America (1996)
- リセス 〜ぼくらの夏休みを守れ!〜 Recess: School's Out (2001)

### テレビアニメ
- ヘラクレス Hercules (1998)
- キング・オブ・ザ・ヒル King of the Hill (2001)

### OVA
- ヘラクレス/ ゼロ・トゥ・ヒーロー Hercules: Zero to Hero (1999)